# Montpalau
Montpalau es una localidad española del municipio leridano de Ribera d'Ondara, en la comunidad autónoma de Cataluña.

## Historia
A mediados del siglo XIX, el lugar, por entonces perteneciente al municipio de San Antolí, contaba con una población censada de 56 habitantes. La localidad aparece descrita en el undécimo volumen del Diccionario geográfico-estadístico-histórico de España y sus posesiones de Ultramar de Pascual Madoz de la siguiente manera:

MOMPALAU: l. del distrito municipal de San Antolí (1 leg. corta): en la prov. de Lérida (9), part. jud. de Cervera (2), aud. terr. y c. g. de Cataluña (Barcelona 14 2/3), dióc. de Vich (13 1/2): sit. en una altura ventilada de los vientos del S. y E., con clima algo frio por ser perjudicado por fuertes escarchas: se compone de 9 casas, igl. parr. (San Jaime), cuyo curato es de entrada servido por un cura párroco, cementerio un poco separado del pueblo, y junto á las casas una balsa que sirve para abrevadero de los ganados: el term. confina por N. con Vergos-garregat; E. Rabasa; S. Freixanet, y O. Timó: en él hay una fuente de agua potable de que se sirven los vec. para beber y demas necesidades, y 1 ermita dedicada á San Miguel, sit. en un pequeño llano á 1/4 de hora del pueblo. El terreno es áspero, de mala calidad con algun monte cubierto de algunos nogales, robles  arbustos y maleza que proporcionan combustible. caminos á los pueblecitos inmediatos, de herradura y en mal estado: la correspondencia se recibe de la adm. de Cervera, por encargo mutuo que se hacen los vec. cuando pasan al mercado de aquella c. dos vec. cada semana. prod.: centeno, escaña, poco trigo, cebada, vino y legumbres; cria ganado vacuno y mular para la labranza, caza de algunos conejos y pocas perdices. pobl.: 7 vec., 56 alm. riqueza imp.: 23,630 rs. contr. el 14'48 por 100 de esta riqueza.
(Madoz, 1848, p. 475)

En la actualidad pertenece al término municipal de Ribera d'Ondara. En 2022 la localidad tenía una población de 31 habitantes.